# Syrentry
Syrentry (Lonicera rupicola) är en kaprifolväxtart som beskrevs av Joseph Dalton Hooker och Thoms. Enligt Catalogue of Life ingår Syrentry i släktet tryar och familjen kaprifolväxter, men enligt Dyntaxa är tillhörigheten istället släktet tryar och familjen kaprifolväxter. Arten förekommer tillfälligt i Sverige, men reproducerar sig inte.

## Underarter
Arten delas in i följande underarter:
- L. r. minuta
- L. r. syringantha